# Klaus Coder
Klaus Coder (ur. 10 października 1946, zm. 30 stycznia 2009 w Altenburgu) – wschodnioniemiecki kierowca wyścigowy.

## Życiorys
Karierę sportową rozpoczął w latach 70. jako pilot rajdowy. Po opublikowaniu przez ADMV pod koniec dekady projektu samochodu klasy B8 (E600) Coder był jednym z pierwszych zawodników, którzy zbudowali taki pojazd. Tym napędzanym silnikiem Trabanta samochodem Coder zadebiutował w mistrzostwach NRD w 1978 roku. W latach 1979–1980 zajął trzecie miejsce w klasyfikacji, a w sezonie 1981 zdobył pierwszy tytuł mistrzowski. Po zdobyciu trzeciego miejsca w 1982 roku, w latach 1983–1984 Coder po raz drugi wywalczył mistrzostwo tej klasy.
W 1985 roku Coder zadebiutował w Formule Easter w klasie drugiej (LK II), zajmując wówczas szóste miejsce. W 1987 roku zdobył wicemistrzostwo LK II. W sezonie 1988 rozpoczął starty w klasie pierwszej (LK I), kończąc tamten rok na szesnastej pozycji. Od 1989 roku dzielił starty w Formule Easter i Formule Mondial. W 1990 roku wystartował w wyścigu w Schleizu w ramach Pucharu Pokoju i Przyjaźni. Po 1990 roku wskutek braku funduszy zakończył karierę sportową, po czym wynajmował swój samochód wyścigowy kibicom.

## Życie prywatne
Był dwukrotnie żonaty. Miał troje dzieci: córki Kathleen i Doreen oraz syna Moritza (ur. 1991).

## Wyniki
| Legenda oznaczeń w tabelach wyników Wyświetl szablon na nowej stronie | Legenda oznaczeń w tabelach wyników Wyświetl szablon na nowej stronie                                                                     |
| Oznaczenie                                                            | Wyjaśnienie |
| --------------------------------------------------------------------- | --- |
| Złoty                                                                 | Zwycięzca lub mistrzostwo |
| Srebrny                                                               | 2. miejsce lub wicemistrzostwo |
| Brązowy                                                               | 3. miejsce lub II wicemistrzostwo |
| Zielony                                                               | Ukończył, punktował (w klasyfikacji generalnej, gdy zdobył co najmniej jeden punkt na przestrzeni sezonu, poza trzema powyższymi opcjami) |
| Niebieski                                                             | Ukończył, nie punktował (w klasyfikacji generalnej, gdy nie zdobył co najmniej jednego punktu na przestrzeni sezonu)                      |
| Czerwony                                                              | Nie zakwalifikował się (NZ) |
| Czerwony                                                              | Nie prekwalifikował się (NPK) |
| Różowy                                                                | Nie ukończył (NU) |
| Różowy                                                                | Niesklasyfikowany (NS) (w klasyfikacji generalnej, gdy nie został sklasyfikowany w żadnym wyścigu sezonu)                                 |
| Czarny                                                                | Zdyskwalifikowany (DK) |
| Czarny                                                                | Wykluczony (WYK/EX) |
| Biały                                                                 | Nie wystartował (NW) |
| Biały                                                                 | Kontuzjowany (K/INJ) |
| Biały                                                                 | Wyścig odwołany (OD/C) |
| Bez koloru                                                            | Został wycofany (WYC/WD) |
| Bez koloru                                                            | Nie przybył (NP/DNA) |
| Bez koloru                                                            | Nie brał udziału w treningach (NT/DNP) |
| Bez koloru                                                            | Nie został zgłoszony (–) |
| Pogrubienie                                                           | Start z pole position |
| Kursywa                                                               | Najszybsze okrążenie wyścigu |
| †                                                                     | Nie ukończył, ale jego rezultat został zaliczony ze względu na przejechanie więcej niż 90% dystansu wyścigu.                              |
| *                                                                     | Sezon w trakcie |
| 1/2/3                                                                 | Punktowana pozycja w sprincie kwalifikacyjnym                                                                                             |
| Lista systemów punktacji Formuły 1                                    | |

### Puchar Pokoju i Przyjaźni
| Rok  | Samochód | Silnik | Wyniki w poszczególnych eliminacjach | Wyniki w poszczególnych eliminacjach | Wyniki w poszczególnych eliminacjach | Wyniki w poszczególnych eliminacjach | Pkt. | Msc. |
| ---- | -------- | ------ | ------------------------------------ | ------------------------------------ | ------------------------------------ | ------------------------------------ | ---- | ---- |
| 1990 |          |        | Polska                               | Czechosłowacja                       |                                      |                                      | 0    | NS   |
| 1990 | SEG      | Łada   | -                                    | -                                    | -                                    | NU                                   | 0    | NS   |